# 潘弄蝶屬
潘弄蝶屬（學名：Pamba）是弄蝶科弄蝶亞科中的一個屬。物種分佈於新熱帶界。

## 物種
- Pamba boyaca
- 潘弄蝶 Pamba pamba